# Gerhard Eberhard Pannenborg
Gerhard Eberhard Pannenborg (* 1. Februar 1903 in Bunde; † 4. April 1979 ebenda) war ein deutscher Kommunalpolitiker (NSDAP) und hauptamtlicher Mitarbeiter der paramilitärischen Partei-Organisation Schutzstaffel (SS). Zwischen 1937 und 1945 amtierte er als Landrat des Kreises Mohrungen in der preußischen Provinz Ostpreußen.

## Leben

### Ausbildung und Privatleben
An der Albertus-Universität in Königsberg war er für Studien der Rechtswissenschaft, Volkswirtschaftslehre und Ingenieurwissenschaften immatrikuliert, erwarb jedoch keinen Abschluss. Während dieser Zeit engagierte er sich 1931/32 als Führer der Königsberger Hochschulgruppe des Nationalsozialistischen Deutschen Studentenbundes (NSDStB) sowie weiterer Hochschulgruppen.
Pannenborg war mit Waltraut Schmidt (1911–1981) verheiratet. Er starb 1979 nach langer Krankheit im Alter von 76 Jahren und wurde auf dem Neuen Friedhof seiner Geburts- und Heimatstadt beerdigt.

### Berufliche Karriere während des Nationalsozialismus
| Beförderungen in der SS - 10 / 1934: Eintritt - 09 / 1935: Hauptsturmführer - 09 / 1936: Sturmbannführer - 04 / 1943: Obersturmbannführer |

Zum 1. September 1930 trat er der NSDAP bei (Mitgliedsnummer 290.584). Noch im gleichen Jahr begann er, in Königsberg als Leiter der Rechtsstelle der Gauleitung Ostpreußen zu arbeiten. Diese Tätigkeit übte er bis 1934 aus. Zeitlich überschneidend war er von 1930 bis 1933 Mitglied der paramilitärischen Kampforganisation Sturmabteilung (SA) und 1933/34 stellvertretender Vorsitzender und Kammervorsitzender des Gaugerichts Ostpreußen. Mit Wirkung zum 10. Oktober 1934 schloss er sich der Schutzstaffel (SS) an, einer weiteren paramilitärischen Kampforganisation. 
Im August 1934 trat er die Stelle als Untersuchungsführer im SS-Oberabschnitt Südwest mit Sitz in Stuttgart an, zwischen Januar 1937 und April 1938 war er Führer beim Stab des SS-Oberabschnittes Nordost in Königsberg und schließlich ab April 1938 Führer beim Stab der Abteilung XXII in Allenstein.
Am 20. November 1936 wurde er zum Landrat des ostpreußischen Kreises Mohrungen ernannt. Dieser Akt widersprach dem Willen des Reichsinnenministers Wilhelm Frick, der entsprechende Posten ausschließlich mit erfahrenen Beamten besetzt sehen wollte. Im Rahmen einer Kompromissfindung mit dem Gauleiter Erich Koch musste er der Personalie Pannenborg zwar zustimmen, beharrte aber anschließend darauf, in Ostpreußen keinerlei Ausnahmen vom Fachbeamtenprinzip mehr zu akzeptieren. Im August 1937 übernahm Pannenborg offiziell die Amtsgeschäfte und im Januar 1938 wurde seine zunächst lediglich kommissarische in eine feste Stelle überführt. Er verblieb bis Januar 1945 in diesem Amt. In den vom Deutschen Reich besetzten polnischen Territorien arbeitete er zeitlich überschneidend 1939 und 1940 kurzzeitig auch als Landkommissar beziehungsweise Landrat des Landkreises Mackeim und schließlich wurde er 1941 auch stellvertretender Generalkommissar in Tschernigow in der besetzten Ukraine.
In Anbetracht der heranrückenden Roten Armee erließ die Leitung des NSDAP-Gaus Ostpreußen am 22. Januar einen Evakuierungsbefehl für den Kreis Mohrungen, doch angesichts der schlechten Straßenverhältnisse und des raschen Vorrückens der Russen endete die Flucht im Chaos. Pannenborg rechtfertigte sich später mit der Aussage, er hätte die Evakuierung bereits fast zwei Wochen vorher in die Wege leiten wollen:
„Bei einer rechtzeitigen Räumung des Kreises, wie ich sie bereits am 9./10. Januar, am Tage des Durchbruches der Russen bei Baranow, durchführen wollte, wären wohl alle Mohrunger mit dem Großteil ihrer Habe, wie Wertsachen, Wäsche, Betten, Vieh, ja sogar einem Teil der Möbel sicher über die Oder entkommen. Wir hatten soviel Pferde und Wagen, dass jeder Haushalt einen Wagen zum Abtransport seiner Sachen hätte erhalten können.“
Dass er – zumindest laut eigener Aussage – eine frühere Flucht bevorzugt habe, erfuhren viele Bewohner erst Jahrzehnte später. So äußerte beispielsweise Otto von der Goltz-Domhardt, damals Heimatkreisvertreter des Kreises Mohrungen innerhalb der Landsmannschaft Ostpreußen, Anfang der 1960er Jahre zweifelnd:
„Der Satz, dass ‚wir soviel Pferde und Wagen hatten, dass jeder Haushalt einen Wagen zum Abtransport seiner Habe hätte erhalten können‘ zeigt, wie leichtsinnig und falsch Pannenborg die Lage sah. Sogar ein Gutsbetrieb konnte froh sein, wenn er für je zwei Familien einen Wagen mit den dazugehörigen Pferden hatte. [...] Meine Herden waren bereits nach 50 km verkommen oder tot. Dass ein Landrat auch damals anders handeln konnte, ist durch andere Kreise bewiesen. Die Gemeinde Alt-Bestendorf ist jedenfalls der Ansicht, dass das grausige Schicksal, welches ihre Menschen erlitten, zum größten Teil auf das Konto der Haltung des Landrates von Mohrungen geht.“

## Mitgliedschaften (soweit bekannt)
In folgenden Verbänden, Parteien und Gruppierungen war Pannenborg nachweislich Mitglied:
- Nationalsozialistische Deutsche Arbeiterpartei (1930–1945)
- Sturmabteilung (1930–1933)
- Schutzstaffel (1934–1945)
- Nationalsozialistische Volkswohlfahrt (seit 1936)
- Volksbund Deutsche Kriegsgräberfürsorge (Kreisführer)
- Nationalsozialistischer Rechtswahrerbund
- Reichsluftschutzbund
- Deutsches Rotes Kreuz